# Strophanthus speciosus
Strophanthus speciosus är en oleanderväxtart som först beskrevs av Lester Frank Ward och Harv., och fick sitt nu gällande namn av Reber. Strophanthus speciosus ingår i släktet Strophanthus och familjen oleanderväxter. Inga underarter finns listade i Catalogue of Life.